# María Kodama
María Kodama Schweizer (10 tháng 3 năm 1937 – 26 tháng 3 năm 2023) là góa phụ của tác giả người Argentina Jorge Luis Borges và chủ sở hữu duy nhất của bất động sản của ông sau khi ông qua đời vào năm 1986. Borges trao thừa kế để Kodama nắm quyền của mình như là tác giả trong một tác phẩm sẽ viết vào năm 1979, khi bà làm thư ký văn học của ông, và ông đã trao thừa kế toàn bộ di sản của ông cho bà vào năm 1985. Họ kết hôn năm 1986, ngay trước cái chết của Borges.

## Tiểu sử
Kodama là con gái của một người cha Nhật Bản và một người mẹ Đức. Bà gặp Borges khi bà còn là sinh viên, tại một trong những bài giảng của ông ở Buenos Aires về văn học Iceland.
Sau cái chết năm 1975 của người mẹ 99 tuổi của Borges, người mà ông đã sống cùng cả đời, Kodama trở thành thư ký văn học của Borges và có cơ hội - theo lời mời của người chăm sóc Borges, "Fanny" —để giúp ông ta - một ông già mù lòa - thường xuyên đi du lịch nước ngoài trong những năm sau đó, khi ông nhận được nhiều lời mời từ các tổ chức từ khắp nơi trên thế giới. Kodama đã giúp Borges viết, vì ông đã mất đi thị lực. Bà cộng tác với ông cùng viết tác phẩm Breve antología anglosajona (1978) và Atlas (1984, một câu chuyện kể lại chuyến đi của họ với nhau) và trong bản dịch của Eddie trẻ của Snorri Sturluson.
Kodama kết hôn với Borges thông qua đại diện trong một cuộc tố tụng dân sự ở Paraguay vào ngày 26 tháng 4 năm 1986. Đây là một thực tế phổ biến cho người Argentina có nhu cầu bỏ qua các hạn chế ly hôn ở đất nước của họ vào thời điểm đó, và Borges đã kết hôn một lần nhưng đã ly thân người vợ đầu tiên trong nhiều năm. Vào thời điểm đám cưới, Borges bị bệnh nan y và chết vì ung thư ở Genève, Thụy Sĩ, ngày 14 tháng 6 năm 1986.
Bà là chủ tịch của quỹ Internacional Internacional Jorge Luis Borges, bà thành lập ở Buenos Aires năm 1988.